# Lillie McCloud
Lillie Arlene Nicole Jade McCloud (n. Rochester, Nueva York, Estados Unidos; 7 de diciembre de 1958). Conocida por sus nombres artísticos Nicole McCloud, o  Nicole J. McCloud. Es una cantante estadounidense de R&B. Ha grabado cuatro álbumes de estudio: What About Me (1986), Jam Packed (1988) (también conocido como Rock the House), Love Town (1998), y So What? (2002). Su sencillo «Don't You Want My Love» se convirtió en un éxito. Otros sencillos como «Runnin' Away» y «Search'n». A finales de 1990, fue parte de un proyecto de música house titulado Voices of Freedom
En el 2013, participó en la tercera temporada del reality show americano The X Factor USA. Fue eliminada del programa en la quinta semana. 

## Carrera artística

### Carrera solista
McCloud apareció por primera vez en los charts R&B Songs de Billboard en Estados Unidos como Nicole en 1985 con «Always and Forever». Su sencillo «Don't You Want My Love» en 1986 alcanzó el top 10 en los charts Dance/Electronic Digital Songs en Estados Unidos, además de ingresar en los charts de Bélgica, Francia, Alemania, Países Bajos y Suecia. 
Diez sencillos de McCloud se posicionaron en los Billboard especialmente en los charts R&B y Dance, su más grande éxito ha sido el sencillo de 1994 «Runnin’ Away», el cual se posicionó en el #3 en los Dance charts en Estados Unidos. En 2002 como Nicole J. McCloud, McCloud regresó al top 10 con «Search’n», alcanzando el #5 en los charts Dance. Ese mismo año ella recibió una nominación en los International Dance Music Awards, junto a Craig David y Shakira.
Ha grabado éxitos con Timmy Thomas, U.S.U.R.A. y The Source y ha compartido escenario con Stevie Wonder, Michael Jackson, el grupo Kool & The Gang, Bruce Springsteen, Mick Jagger, entre otros artistas.

### En Voice of Freedom
A finales de 1990, McCloud se unió al proyecto americado de house Voices of Freedom. El trío también incluía a Angel Williams y Simone Böhlhoff. El trío también fue incluido en una serie de grabaciones, sobre todo en el sencillo de E-Smoove & Ni-Che «Lift Your Hands Up» que incluía las voces de Voices of Freedom. La grabación estuvo disponible a través del sello Finger Printz. El trío también fue incluido en la grabación de 2002 de DJ Pope titulado America at War (Freedom).

### The X Factor USA
En 2013, McCloud hizo su regreso al participar en la tercera temporada del reality show americano The X Factor USA presentándose como Lillie McCloud, su nombre de nacimiento. En el momento de ingresar a The X Factor, ella tenía 54 años con tres hijos (un hijo y dos hijas) y siete nietos.
Su audición fue transmitida el 12 de septiembre de 2013. Ella recibió una ovación de votos y cuatro "Si" de parte de los juradas Simon Cowell, Demi Lovato, Paulina Rubio, y Kelly Rowland por su interpretación del tema de CeCe Winans «Alabaster Box»

## Vida personal

### Vida en Eslovaquia
A mediados de la década de 2000, McCloud se mudó a Košice, una ciudad de Eslovaquia, para vivir junto a su compañero, el entrenador de fútbol Günter Kronsteiner. Su primera presentación en Eslovaquia fue en el prestigioso Košice International Jazz Festival en 2006, en donde compartió escenario con la leyenda de jazz Peter Lipa.
En 2010, McCloud promocionó el título de la canción para Česko Slovensko má talent, versión de Got Talent. Fue transmitido en TV JOJ en Elovaquia y en TV Prima en República Checa.

## Discografía
- 1986: What About Me
- 1988: Jam Packed (también conocido como Rock the House)
- 1998 Love Town
- 2002: So What?